# شارلاتان
شارلاتان (به فرانسوی: charlatan) به کسی که با زبان خوش، مردم را فریب دهد می‌گویند. کلمه‌ای است که ریشه در زبان ایتالیایی دارد: (Ciarlatano). در معنای شارلاتان صفات حقه بازی، شیادی، شید، چرب‌زبانی و دروغگویی نهفته. اگر کسی مردم را بخاطر مقاصد غیر مجاز خود فریب دهد این صفت را برای او به کار می‌برند.

## ریشه لغت
شارلاتان ترکیب یا مخلوطی است از دو کلمه ایتالیایی.
۱) در قرون وسطی اهالی «Cerretani» (مردم شهرک «Cerreto di Spoleto»  چرتو دی سپولتو) بسیار بدنام بودند. معروف بود این مردم دوره‌گردی کرده و با تردستی و شیرین‌کاری سر مردم شهرهای دیگر کلاه می‌گذارند.
۲) «ciarlare» واژه ایتالیایی معادل «خوش زبانی» با بار منفی یا «چرب‌زبانی» و «زر زنی» است.
نتیجه ذوب این دو کلمه در زبان ایتالیایی کلمه «ciarlatano» را پدیدآورده.
در دهه ۱۶۱۰ میلادی فرانسوی‌ها کلمه ایتالیایی «ciarlatano» را با املاء فرانسوی «Charlatan» در اروپای مرکزی رایج کردند.